# Vad har de för sig där inne

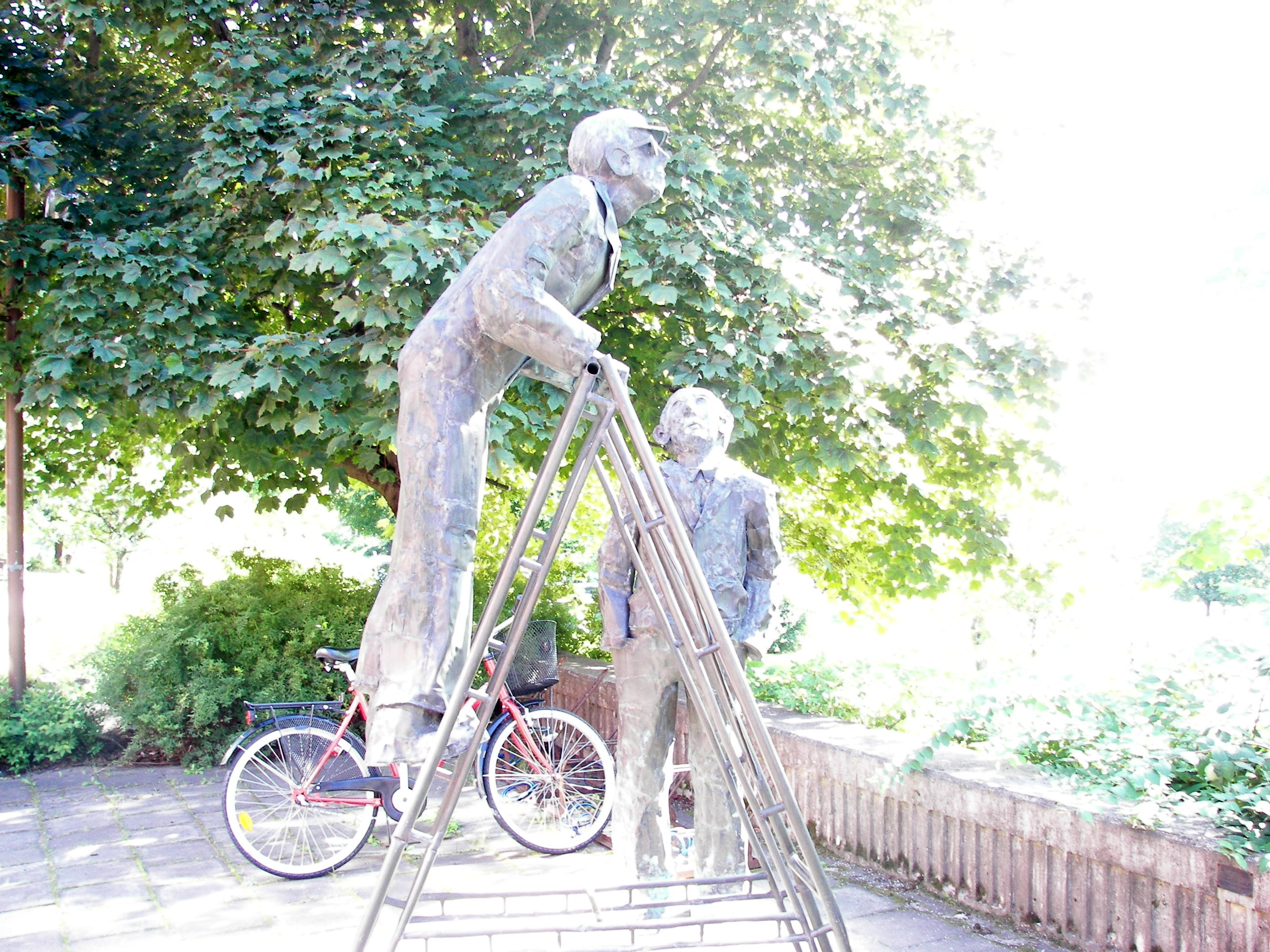
Vad har de för sig där inne?

"Vad har de för sig där inne?" är en skulpturgrupp i brons av konstnären Mats Eriksson 1980.
Skulpturgruppen är placerad utanför huvudentrén till Sundsvalls kommunhus i Norrmalm, Sundsvall och består av en man som klättrat upp på en stege för att lättare kunna se något. En annan man står nedanför med händerna i fickorna och sneglar upp på mannen på stegen. Kanske har han precis frågat just "Vad har de för sig där inne?". Orden "där inne" syftar i det här fallet på politikerna i kommunfullmäktigesalen som ligger strax bortom synfältet för mannen på stegen.